# 吴洁秋
吴洁秋（1981年11月—），女，壮族，广西河池人，中华人民共和国教育工作者，河池市宜州区幼儿园园长，中国共产党党员，第十三届全国人民代表大会广西壮族自治区代表。

## 生平
2018年，吴洁秋被选为广西壮族自治区出席第十三届全国人民代表大会代表。